# Parya Vatankhah
Parya Vatankhah (en persan : پريا وطنخواه) est une artiste plasticienne et vidéaste franco-iranienne qui vit à Paris,,,,,. Elle pratique la peinture, le dessin, la photographie et réalise des arts vidéo,.

## Biographie
Depuis l’enfance, intéressée par l’art, après plusieurs années d’études en ingénierie, elle change de voie et elle commence ses études artistiques,,. Elle obtient son master en « beaux-arts » à l’université Azad de Téhéran et deux autres masters en France ; « arts plastiques » à l’université Aix-Marseille I, et le second, « art contemporain et nouveaux médias » à l’Université Paris-VIII.
Elle expose ses œuvres dans le monde entier et anime des conférences.

## Expositions (sélection)
- 2011 : CologneOFF 2011, Festival d’art vidéo, Festival nomade, musée d’art d’Arad, Roumanie ; Musée de Szczecin, Poland ; Galleria Rajatila, Tampere, Finland
- 2012 : En tête à tête, Semaine des Arts, Université de Paris 8, Paris, France
- 2012 : The VAULTS Birmingham, exposition collective, Birmingham, Angleterre
- 2012 : Les Hivernales de Paris-Est/Montreuil, Exposition d’art contemporain, Paris, France
- 2013 :  Nietzsche was a man, Festival VideoBabel, Institut culturel Nord Américain de Cusco, Pérou
- 2014 : Nietzsche was a man, centre d’art Malmö  Konsthall, Malmö, Suède
- 2014 : Cage suite project, VIDEOFORMES, Festival des Musiques Innovatrices, Musée de la Mine, Saint-Étienne, France
- 2014 : Paradoxe émotionnel, exposition individuelle, galerie de l’université Paris 8, Paris, France
- 2019 : Beyond Borders, exposition collective, Edinburgh Iranien Festival, Edinburgh, Ecosse
- 2019 : Je suis un arbre, performance, festival international de Casablanca, galerie Art Marsam, Casablanca, Maroc
- 2019 : Performance interactive, Briser le present ( Break down the present), a collaboration with artist Telma Ha , Chateau Ephemere Fabrique Sonore Et Numerique Carrières-sous-Poissy, France